# Baronia de les Quatre Torres
La baronia de les Quatre Torres fou concedida el 1790 al cavaller Carles de Morenes i de Caçador (1729-1809).
La Casa senyorial de la baronia fou establerta al Castell de la Nou de Gaià, El castell i els seus jardins foren donats al municipi per Lluís de Morenes i Carbajal, marquès de Nules, l'any 1982.
La família dels Morenes, originària del Vendrell, després establerta a Tarragona, adquirí títols de noblesa que es multiplicaren per enllaços matrimonials, de manera que a la baronia de les Quatre Torres, afegiren el títol de comte d'El Asalto (amb grandesa d'Espanya) i de marquès de Grigny.